# Rudolf Montecuccoli
grof Rudolf Ludwig Raimund Heinrich Alfons von Montecuccoli degli Erri, marchese di Polignago, avstro-ogrski mornariški častnik in admiral, * 22. februar 1843, Modena tedaj Avstrijsko cesarstvo, † 16. maj 1922, Baden pri Dunaju.
Bil je vrhovni poveljnik avstro-ogrske vojne mornarice od 1904 do 1913 in v veliki meri zaslužen za modernizacijo flote pred izbruhom 1. svetovne vojne.

## Rodbinsko poreklo
Rudolf Montecuccoli je bil rojen v rodbini slavnega avstrijskega feldmaršala Raimonda Montecuccolija (1609–1680), med drugim poveljnika v bitki pri Monoštru. Raimondov edini sin je umrl leta 1698, toda grofovski naslov so nosili potomci dveh hčera, ki so oblikovali avstrijsko in modensko rodbinsko linijo.
Ko se je Rudolf rodil, je bila Modena še vedno pod Avstrijo in vladavino Habsburžanov. 

## Izobrazba in vojaška kariera
Kot izšolani mornariški častnik je bil Montecuccoli malo znan izven avstro-ogrske vojne  mornarice pred njegovim imenovanjem za poveljnika flote in za vodjo pomorskega sektorja vojnega ministrstva v oktobru 1904, po odstopu Hermanna von Spauna.

## Prizadevanja za modernizacijo flote
Montecuccolijeva prizadevanja za posodobitev flote so ovirala kronična politična trenja v letni razpravi o proračunu  v Reichstagu (avstro-ogrskem parlamentu), ki so ga sestavljali 60-članski delegaciji avstrijskega in madžarskega parlamenta. Soočen z italijanskimi načrti o gradnji Dreadnought bojne ladje, je Montecuccoli  20. februarja 1908 napovedal namero avstro-ogrske za izgradnjo takih plovil. Načrt je bil sprejet 27. aprila 1909, Montecuccoli je nameraval potrebna sredstva pridobiti iz  proračunu leta 1910, o katerem se je razpravljalo v oktobru leta 1909. Predlagal je, da bi Stabilimento Técnico Triestino in Škoda začela gradnjo ladij iz svojih sredstev, dokler  proračun mornarice ne bi bil dokončno sprejet. Ko je prišel čas za potrditev, je parlament iz notranjih političnih razlogov zavrnil odobritev denarja. Montecuccoli se je bil prisiljen zateči k zapleteni mreži propagande in prevar, s katerimi je poskušal prikriti dejstvo, da novih ladij Reichstag ni odobril. V primeru gradnje SMS Viribus Unitis in SMS Tegetthoff je bila odločitev sprejeta šele potem, ko je leta 1910 Montecuccoli odobril znesek 32 milijonov kron na lastno odgovornost. V tem času je Italija že  začela z gradnjo Dante Alighieri in še treh drugih dreadnought bojnih ladij, pa tudi Francija je pričela graditi svojo bojno ladjo Courbet. Prvi Avstro-ogrski dreadnoughti so bili tako že v gradnji, ko se je marca 1911 sestala delegacija Reichstaga in odločala o proračunu za leto 1911. 
V času njegovega imenovanja na položaj poveljnika flote, od 1904 do 1913, so v ladjedelnicah v Trstu in na Reki splovili moderne oklepnice razreda Viribus Unitis,  hitre križarke in druga moderna plovila, kot so rušilci razreda Tatra in podmornice. 
Do leta 1913 so bile avstro-ogrske bojne ladje obarvane z olivno-zelenim barvnim odtenkom, ki so ga po vrhovnem poveljniku poimenovali »Montecuccolin«.

## Upokojitev in smrt
Montecuccoli je na svoj 70. rojstni dan, 22. februarja 1913 odstopil z mesta vodje pomorskega sektorja, na tem položaju ga je nasledil Anton Haus. Umrl je v Badnu pri Dunaju leta 1922, v starosti 79 let.

## Zaznambe
- Ironično je, da je bil grof Rudolf Montecuccoli avstrijski admiral italijanskega porekla, po njegovem slavnem predniku iz 17. stoletja Raimondu Montecuccoliju pa je nosila ime italijanska lahka križarka, splovljena leta 1934.

| Vojaški položaji              | Vojaški položaji                                                          | Vojaški položaji      |
| ----------------------------- | ------------------------------------------------------------------------- | --------------------- |
| Predhodnik: Hermann von Spaun | Vrhovni poveljnik avstro-ogrske vojne mornarice oktober 1904–februar 1913 | Naslednik: Anton Haus |
| Predhodnik: Hermann von Spaun | Vodja pomorskega odseka vojnega ministrstva november 1904–februar 1913    | Naslednik: Anton Haus |